# Berlin Adler
| Ewige GFL-Bilanz ohne Play-offs | Ewige GFL-Bilanz ohne Play-offs | Ewige GFL-Bilanz ohne Play-offs | Ewige GFL-Bilanz ohne Play-offs | Ewige GFL-Bilanz ohne Play-offs | Ewige GFL-Bilanz ohne Play-offs | Ewige GFL-Bilanz ohne Play-offs | Ewige GFL-Bilanz ohne Play-offs | Ewige GFL-Bilanz ohne Play-offs | Ewige GFL-Bilanz ohne Play-offs | Ewige GFL-Bilanz ohne Play-offs | Ewige GFL-Bilanz ohne Play-offs |
| Jahr                            | Gesamt                          | Gesamt                          | Gesamt                          | Heim                            | Heim                            | Heim                            | Ausw.                           | Ausw.                           | Ausw.                           | TD-Verhältnis                   |                                 |
| Jahr                            | S                               | N                               | U                               | S                               | N                               | U                               | S                               | N                               | U                               | TD-Verhältnis                   |                                 |
| ------------------------------- | ------------------------------- | ------------------------------- | ------------------------------- | ------------------------------- | ------------------------------- | ------------------------------- | ------------------------------- | ------------------------------- | ------------------------------- | ------------------------------- | ------------------------------- |
| 1979                            | 4                               | 4                               | 1                               | 2                               | 3                               | 0                               | 2                               | 1                               | 1                               | 146 : 83                        |                                 |
| 1980                            | 0                               | 8                               | 0                               | 0                               | 3                               | 0                               | 0                               | 5                               | 0                               | 50 : 160                        |                                 |
| 1981                            | 4                               | 7                               | 0                               | 2                               | 3                               | 0                               | 2                               | 4                               | 0                               | 191 : 287                       |                                 |
| 1982                            | 3                               | 10                              | 0                               | 2                               | 4                               | 0                               | 1                               | 6                               | 0                               | 172 : 384                       |                                 |
| 1983                            | 6                               | 6                               | 0                               | 4                               | 2                               | 0                               | 2                               | 4                               | 0                               | 269 : 394                       |                                 |
| 1984                            | 7                               | 5                               | 0                               | 3                               | 3                               | 0                               | 4                               | 2                               | 0                               | 237 : 182                       |                                 |
| 1985                            | 12                              | 1                               | 1                               | 6                               | 0                               | 1                               | 6                               | 1                               | 0                               | 470 : 211                       |                                 |
| 1986                            | 9                               | 1                               | 0                               | 5                               | 0                               | 0                               | 4                               | 1                               | 0                               | 292 : 92                        |                                 |
| 1987                            | 10                              | 0                               | 0                               | 5                               | 0                               | 0                               | 5                               | 0                               | 0                               | 508 : 71                        |                                 |
| 1988                            | 9                               | 1                               | 0                               | 5                               | 0                               | 0                               | 4                               | 1                               | 0                               | 564 : 105                       |                                 |
| 1989                            | 10                              | 0                               | 0                               | 5                               | 0                               | 0                               | 5                               | 0                               | 0                               | 747 : 26                        |                                 |
| 1990                            | 10                              | 0                               | 0                               | 5                               | 0                               | 0                               | 5                               | 0                               | 0                               | 605 : 58                        |                                 |
| 1991                            | 13                              | 1                               | 0                               | 6                               | 1                               | 0                               | 7                               | 0                               | 0                               | 567 : 116                       |                                 |
| 1992                            | 11                              | 1                               | 0                               | 6                               | 0                               | 0                               | 5                               | 1                               | 0                               | 330 : 167                       |                                 |
| 1993                            | 12                              | 1                               | 1                               | 6                               | 1                               | 0                               | 6                               | 0                               | 1                               | 516 : 195                       |                                 |
| 1994                            | 10                              | 2                               | 0                               | 5                               | 1                               | 0                               | 5                               | 1                               | 0                               | 409 : 221                       |                                 |
| 1995                            | 8                               | 4                               | 0                               | 4                               | 2                               | 0                               | 4                               | 2                               | 0                               | 283 : 256                       |                                 |
| 1996                            | 2                               | 10                              | 0                               | 0                               | 6                               | 0                               | 2                               | 4                               | 0                               | 189 : 351                       |                                 |
| 1997                            | 0                               | 10                              | 0                               | 0                               | 5                               | 0                               | 0                               | 5                               | 0                               | 104 : 361                       |                                 |
| 2002                            | 5                               | 7                               | 0                               | 3                               | 3                               | 0                               | 2                               | 4                               | 0                               | 224 : 187                       |                                 |
| 2003                            | 7                               | 3                               | 2                               | 3                               | 2                               | 1                               | 4                               | 1                               | 1                               | 300 : 211                       |                                 |
| 2004                            | 8                               | 3                               | 1                               | 4                               | 2                               | 0                               | 4                               | 1                               | 1                               | 306 : 223                       |                                 |
| 2005                            | 6                               | 6                               | 0                               | 4                               | 2                               | 0                               | 2                               | 4                               | 0                               | 376 : 356                       |                                 |
| 2006                            | 4                               | 8                               | 0                               | 2                               | 4                               | 0                               | 2                               | 4                               | 0                               | 196 : 234                       |                                 |
| 2007                            | 8                               | 4                               | 0                               | 5                               | 1                               | 0                               | 3                               | 3                               | 0                               | 267 : 136                       |                                 |
| 2008                            | 7                               | 3                               | 2                               | 3                               | 2                               | 1                               | 4                               | 1                               | 1                               | 141 : 108                       |                                 |
| 2009                            | 9                               | 1                               | 0                               | 5                               | 0                               | 0                               | 4                               | 1                               | 0                               | 252 : 91                        |                                 |
| 2010                            | 10                              | 2                               | 0                               | 5                               | 1                               | 0                               | 5                               | 1                               | 0                               | 303 : 198                       |                                 |
| 2011                            | 7                               | 7                               | 0                               | 3                               | 4                               | 0                               | 4                               | 3                               | 0                               | 368 : 296                       |                                 |
| 2012                            | 11                              | 3                               | 0                               | 5                               | 2                               | 0                               | 6                               | 1                               | 0                               | 412 : 294                       |                                 |
| 2013                            | 7                               | 7                               | 0                               | 5                               | 2                               | 0                               | 2                               | 5                               | 0                               | 332 : 342                       |                                 |
| 2014                            | 6                               | 6                               | 0                               | 3                               | 3                               | 0                               | 3                               | 3                               | 0                               | 321 : 285                       |                                 |
| 2015                            | 2                               | 10                              | 0                               | 1                               | 5                               | 0                               | 1                               | 5                               | 0                               | 145 : 469                       |                                 |
| 2016                            | 3                               | 11                              | 0                               | 1                               | 6                               | 0                               | 2                               | 5                               | 0                               | 269 : 643                       |                                 |
| 2017                            | 1                               | 13                              | 0                               | 0                               | 7                               | 0                               | 1                               | 6                               | 0                               | 163 : 656                       |                                 |
| Gesamt                          | 241                             | 166                             | 8                               | 123                             | 79                              | 3                               | 118                             | 86                              | 5                               | 11024:8449                      |                                 |

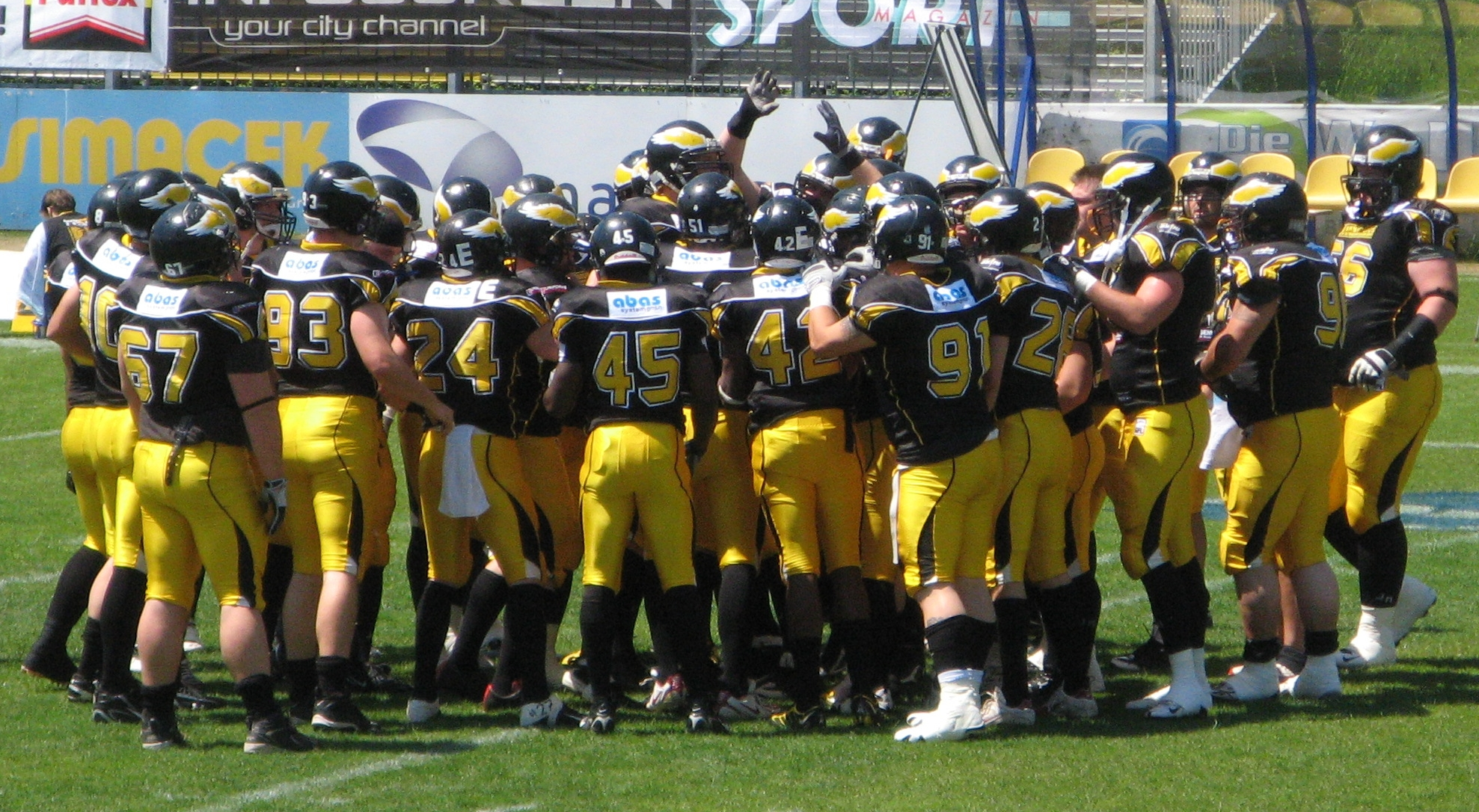
Die Berlin Adler beim Eurobowl XXIV in Wien

Die Berlin Adler sind ein American-Football-Verein aus Berlin. Mit sechs German-Bowl-Siegen und zwei Titeln im Eurobowl zählen die Adler zu den erfolgreichsten American-Football-Teams in Deutschland und auf europäischer Bühne. Zuletzt spielte die Herrenmannschaft der Adler von 2022 bis 2024 in der German Football League, der höchsten deutschen Spielklasse.

## Geschichte
Im Jahr 1979 wurde das Team unter dem damaligen Namen Berlin Bären gegründet und nahm noch im selben Jahr an der American-Football-Bundesliga teil. Damit waren die Berliner eines der sechs Gründungsteams. Zwei Jahre später schlossen sich die Bären dem BSC Wilmersdorf an und nannten sich in diesem Zuge in Berlin Adler um. In der Saison 1983 qualifizierten sich die Adler zum ersten Mal für die Play-offs, scheiterten jedoch im Viertelfinale am amtierenden Meister Ansbach Grizzlies. Ein Jahr später schlossen die Adler zum ersten Mal mit einer winning season ab und verbuchten den ersten Play-off-Sieg. Im Halbfinale unterlagen sie dann dem inzwischen amtierenden Meister Düsseldorf Panther.
Zwischen der Saison 1986 und der Saison 1993 gehörten die Berlin Adler zu den dominierenden Teams der ersten Bundesliga. In diesen Jahren gelang ihnen dreimal eine Perfect Season (1987, 1989 und 1990) sowie eine Bilanz von 96 Siegen bei nur sechs Niederlagen und zwei Unentschieden in der regulären Saison. Insgesamt wurde der German Bowl in dieser Zeit fünfmal erreicht und viermal gewonnen. Der Quarterback damals war Clifford Madison und die Spielstätte die Radrennbahn Schöneberg. Nach 1994 verloren die Adler den Anschluss an die Topteams und mussten 1997 aus der Bundesliga absteigen.
Im Jahre 2000 gründeten die Adler den AFC Berlin Adler e. V. und machten sich damit unabhängig. Nach drei Jahren in der zweiten Bundesliga wurden die Adler 2001 Meister in der zweiten Bundesliga Nord. In der Relegation scheiterten die Berlin Adler aber an den Kiel Baltic Hurricanes und schafften somit nicht den sportlichen Aufstieg. Durch den Rückzug der Düsseldorf Panther aus der GFL wurde ein Platz in der GFL (Bundesliga) frei, diesen erhielten die Berlin Adler und wurden damit wieder erstklassig.
Im Aufstiegsjahr 2002 schaffte man als Aufsteiger den Einzug in die Play-offs. In der ersten Runde setzte man sich beim Südmeister Rhein-Main Razorbacks durch und scheiterte erst im Halbfinale beim späteren deutschen Meister Hamburg Blue Devils. In der Saison 2003 wurde der dritte Platz in der Gruppe Nord erreicht. Im Play-off-Viertelfinale setzte man sich gegen den Süd-Zweiten Franken Knights durch, verlor dann aber im Halbfinale mit 10:3 gegen die Braunschweig Lions.
In der Spielzeit 2004 wurden die Adler durch ein 10:7 gegen die Braunschweig Lions im German-Bowl zum fünften Mal Deutscher Meister. In der Saison 2005 wechselte der bisherige Head Coach Kent Anderson nach Braunschweig. Mit seinem Nachfolger Pat Donohoe gelang zwar erneut der Einzug in die Play-offs, die Adler wurden dort aber bereits im Viertelfinale von den Marburg Mercenaries geschlagen.
In der Saison 2006 erreichte man nach einem erneuten Trainerwechsel unter Dogan Özdincer den fünften Platz. Im März 2006 machten die Adler deutschlandweit Schlagzeilen, als sie den ehemaligen Fußballschiedsrichter Robert Hoyzer in ihrer Mannschaft spielen lassen wollten. Der American Football Verband Deutschland sah allerdings keine Möglichkeit, ihm einen Spielerpass auszustellen, da die Aufnahme in den Verein nicht rechtsgültig gewesen sei.
In der Saison 2007 erreichten die Adler das Play-off-Halbfinale um den German Bowl, in dem sie jedoch den Stuttgart Scorpions unterlagen. Im Jahr 2008 starteten die Berlin Adler auch im EFAF Cup. Auf dem Weg ins Finale wurden die Amsterdam Crusaders, die Triangle Razorbacks und die Prag Panthers im Halbfinale besiegt. Das Finale, welches im Berliner Friedrich-Ludwig-Jahnstadion, der zwischenzeitlichen Heimspielstätte der Berlin Adler, stattfand, gewannen die Berlin Adler mit 29:0 gegen die Panthers Parma aus Italien. Mit dem Sieg des EFAF Cups holten die Berlin Adler ihren ersten internationalen Titel in ihrer Vereinsgeschichte. Die GFL-Saison 2008 endete nach einem dritten Platz in der Gruppe Nord mit einer 12:17-Niederlage im Halbfinale bei den Kiel Baltic Hurricanes.
2009 feierten die Adler ihr 30-jähriges Jubiläum. Der Verein trennte sich von Dogan Özdincer und verpflichtete Shuan Fatah als neuen Head Coach. Fatah arbeitete zuvor bei Berlin Thunder (ehem. NFL Europe) und den Hamburg Sea Devils (ehem. NFL Europe), bevor er 2008 die sportliche Leitung bei den Dresden Monarchs übernahm.
2009 gewann die Jugendabteilung der Adler den German Junior Bowl gegen die Cologne Falcons mit 21:14 und sicherte sich die fünfte Meisterschaft.
2010 errangen die Berlin Adler den bislang größten Erfolg ihrer Vereinsgeschichte: Nach für alle Aktiven kräftezehrenden und für die Fans nervenaufreibenden Auswärtsspielen stand am Ende der Gewinn des Eurobowls. Mit ablaufender Spieluhr verwandelte Benjamin Scharweit ein 52-Yards-Fieldgoal zum 34:31-Sieg über die Raiffeisen Vikings Wien. Der nationale Meister-Titel konnte dagegen nicht verteidigt werden, nachdem man sich im German Bowl XXXII bei der Neuauflage des Endspiels von 2009 den Kiel Baltic Hurricanes hatte geschlagen geben müssen.
2011 erreichten die Adler den 4. Platz in der GFL und schieden in den Play-offs der deutschen Meisterschaft im Viertelfinale mit einem 27:53 gegen die Schwäbisch Hall Unicorns aus, die in dieser Saison auch deutscher Meister wurden. In der European Football League schafften es die Berlin Adler erneut als einzige deutsche Mannschaft in die Play-offs. Nach den Siegen im Viertel- und Halbfinale verloren sie jedoch im Eurobowl XXV gegen die Swarco Raiders Tirol mit 12:27.
In der Saison 2012 schafften die Berlin Adler es auf den 2. Platz der Abschlusstabelle der GFL Nord. Nach einem Sieg im Viertelfinale der Play-offs gegen die Marburg Mercenaries schieden die Adler im Halbfinale erneut gegen die Schwäbisch Hall Unicorns aus. In den Play-offs der European Football League schieden die Berlin Adler ebenfalls im Halbfinale aus.
2013 belegten die Berlin Adler in der Abschlusstabelle der GFL Nord den 4. Platz. Im Viertelfinale um die deutsche Meisterschaft trafen sie erneut auf den amtierenden deutschen Meister und Erstplatzierten der GFL Süd, die Schwäbisch Hall Unicorns. Mit einem deutlichen 42:13-Sieg konnten die Adler erneut das Halbfinale erreichen, in dem sie jedoch gegen die Dresden Monarchs ausschieden. In der European Football League schafften die Adler es ebenfalls wieder ins Halbfinale, bei dem sie mit 17:41 gegen die Raiffeisen Vikings Vienna verloren. Ein Jahr später erreichten die Adler in der neu geschaffenen Big6 European Football League das Finale und sicherten sich dort ihren zweiten Eurobowl-Titel.
In den Folgejahren kämpften die Berlin Adler in der GFL jeweils gegen den Abstieg und stiegen dann zum Ende der Saison 2017 zunächst in die GFL2 und der darauffolgenden Saison erstmals in die drittklassige Regionalliga Nord/Ost ab.
Die Saison 2019 wurde als Tabellenerster beendet; die Berlin Adler waren damit zur Saison 2020 wieder in der zweithöchsten Liga, der GFL2, spielberechtigt. Nachdem die Saison 2020 aufgrund von COVID-19 hatte ausfallen müssen, gelang den Adlern in der Saison 2021 der sportliche Aufstieg in die GFL. Da die GFL Nord in der Saison 2021 statt der vorgesehenen acht nur aus sechs Mannschaften bestand, war hierfür nach Gewinn der Meisterschaft in Liga zwei keine Relegation erforderlich.
In der Saison 2022 gelang den Adlern auf Anhieb der Einzug in die Play-offs, wo allerdings bereits im Viertelfinale beim späteren Meister aus Schwäbisch Hall Schluss war. Im Folgejahr verpassten sie dann die Play-offs.
Die Berlin Adler gaben am 30. August 2024 nach 16 Spieltagen ihren Rückzug aus der GFL-Saison 2024 bekannt, da sie keine spielfähige Mannschaft mehr stellen konnten. Damit verloren sie ihre GFL-Lizenz und standen als Absteiger fest. Sie müssen 2025 mindestens zwei Ligen weiter unten antreten. Vorausgegangen waren interne Querelen zwischen Mannschaft und Vorstand, die schließlich im Rückzug vieler Trainer und Spieler mündeten. Bereits vor Saisonbeginn hatte es aufgrund finanzieller Schwierigkeiten Umstellung im Trainerstab und Mannschaft gegeben.  Nur wenige Tage später gaben die Adler zudem bekannt, dass sie nicht am Junior Bowl teilnehmen werden, für den sie bereits qualifiziert waren.  Wie bei den Herren hatte dies einen Lizenzentzug und den damit verbundenen Abstieg aus der GFL Juniors zur Folge.

## Abteilungen
Die Berlin Adler haben neben dem Herrenteam ein Jugendteam, ein Damenteam (bis 2004), ein Flag-Team und seit November 2006 ein Bambini-Flag-Team. Im Herbst 2007 wurde ein Jugend-Prep-Team (Jugend-Tackle) gegründet.
Seit der Saison 2018 haben die Berliner Adler auch wieder Cheer & Dance Teams.

### Herren
Das Herrenteam spielt zurzeit in der GFL Nord.

#### Titel
- 1987 deutscher Meister (37:12 gegen Badener Greifs) in Berlin
- 1989 deutscher Meister (30:23 gegen Red Barons Cologne) in Nürnberg
- 1990 deutscher Meister (50:38 gegen Cologne Crocodiles) in Düsseldorf
- 1991 deutscher Meister (22:21 gegen Cologne Crocodiles) in Hamburg
- 1991 Vizemeister Eurobowl (20:21 gegen Amsterdam Crusaders) in Offenbach
- 1994 deutscher Vizemeister (17:27 gegen Düsseldorf Panther) in Hanau
- 2004 deutscher Meister (10:7 gegen Braunschweig Lions) in Braunschweig
- 2008 EFAF Cup (29:0 gegen Parma Panthers) in Berlin
- 2009 deutscher Meister (28:21 gegen Kiel Baltic Hurricanes) in Frankfurt
- 2010 Eurobowl-Champion (34:31 gegen Raiffeisen Vikings Vienna) in Wien
- 2010 deutscher Vizemeister (10:17 gegen Kiel Baltic Hurricanes) in Frankfurt
- 2011 Vizemeister Eurobowl (12:27 gegen Swarco Raiders Tirol) in Innsbruck
- 2014 Eurobowl-Champion (20:17 gegen New Yorker Lions) in Berlin

### Jugendteams
Es gibt zurzeit fünf Berlin-Adler-Jugend-Teams:
- A-Jugend/Juniors (Alter zwischen 16 und 20)
- B-Jugend/Prep-Team (Alter zwischen 14 und 17)
- C-Jugend/Rookies (Alter zwischen 11 und 14)
- Bambini-Flag (Alter zwischen 7 und 11)
- Champions-Flag (Alter zwischen 10 und 16)

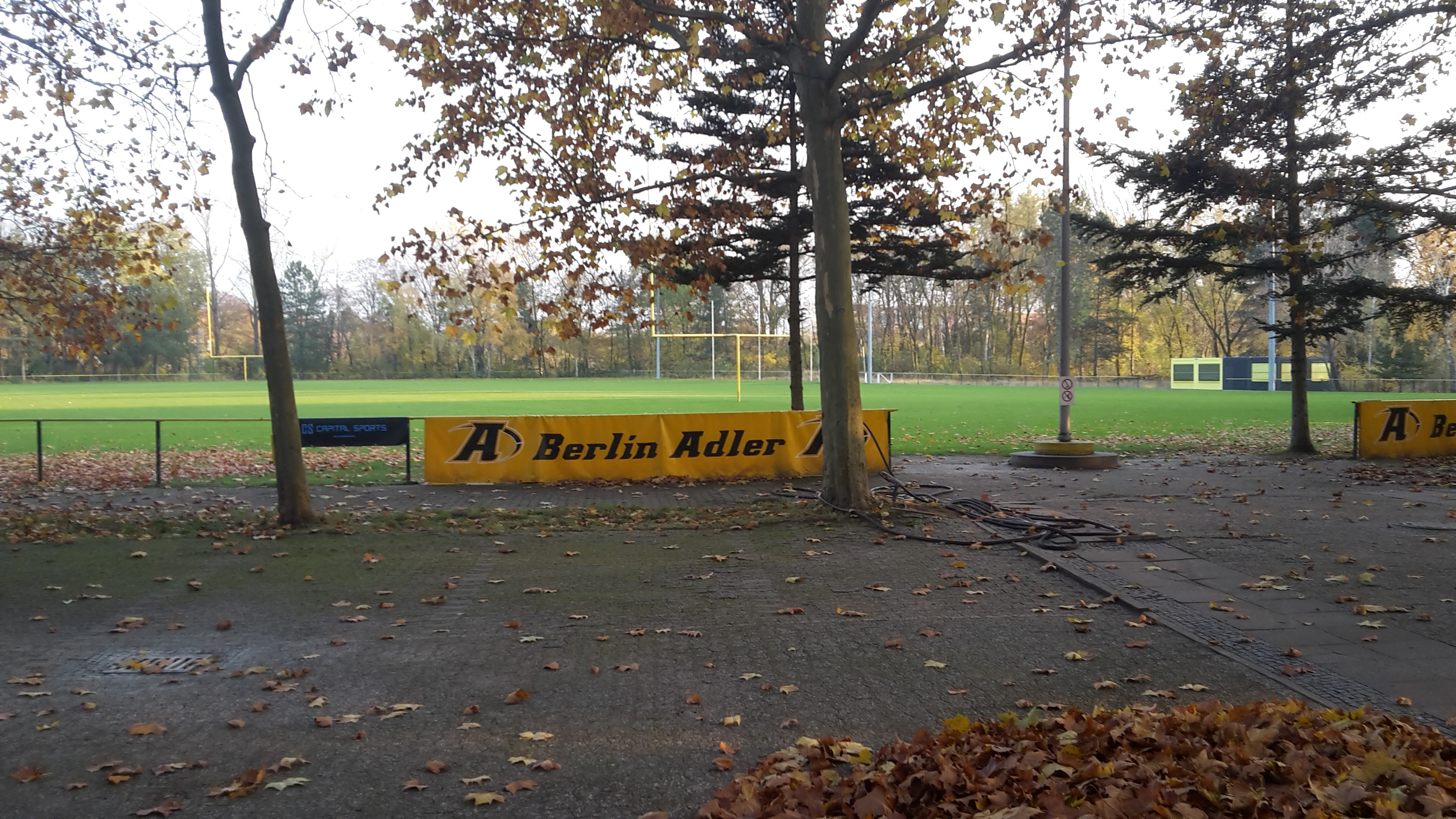
Stade Napoleon, Trainingsplatz mit Vereinsheim der Berlin Adler

#### Jugend
- Die Jugendmannschaft gewann 1989, 1990, 1994, 1997 und 2009 die deutsche Meisterschaft (Junior Bowl).
- Deutscher Vizemeister: 2006, 2022, 2023
- Norddeutscher Meister in den Jahren 1989, 1990, 1993, 1994, 2004, 2006, 2007, 2008, 2019 und 2021
- Berliner Meister wurde sie in den Jahren 1989, 1990, 1993, 1994, 1996, 1998, 2006, 2007 und 2008

#### Flag-Team (Jugend)
- Berliner Flag-Meister 1993, 1994, 1995, 1997, 1998, 1999, 2001, 2005, 2006, 2007
- Deutscher Meister 2007

#### Prep-Team (Jugend)
- Berliner-Schüler-Tackle-Meister 2009
- Berliner-Schüler-Tackle-Meister 2010
- Berliner-Schüler-Tackle-Meister 2012
- Nord-Ost Meister 2023
- Nord-Ost Meister 2024

### Berlin Eagles Cheerleading
- Charming Eagles – Seniors
- Powerful Eagles – Juniors
- Hurricane Eagles – PeeWees

### Berlin Adler Flag Football Team
Die Erwachsenen Flag Football Abteilung der Berlin Adler wurde Anfang 2014 gegründet. Im Jahr 2018 verließen die Mitglieder das Team, daher wurde im Jahr 2019 die Abteilung mit einem neuen Team und neuem Namen „Berlin Adler Flag Football Team“ (BAFFT) neu gegründet. Derzeit besteht das Team aus 22 aktiven Spielern, welches in der 5on5 Deutschen Flag Football Liga (kurz 5er DFFL) spielt.

### Damen
Die Damenmannschaft, auch Berlin Adler Girls, wurde in den Jahren 1993–1997 und 2000–2004 insgesamt zehnmal deutscher Meister. Zurzeit haben die Berlin Adler keine Damenmannschaft.

## Wissenswertes
1987 nahm das Team der Berlin Adler zusammen mit Billy Brooks und den Cheerleadern eine Schallplatte mit dem Titel Berlin Eagles auf. Informationen über etwaige Chart-Platzierungen liegen nicht vor. 2003 waren die Berlin Adler gemeinsam mit ihrem damaligen Cheftrainer Kent Anderson Protagonisten des im Jahre 2006 erschienenen Dokumentarfilms Weekend Warriors von Alexa Oona Schulz.